# 孔默之
孔默之（？—430年），南朝宋鲁郡鲁县（今山东省曲阜市）人。孔子后裔，迁居会稽郡剡县。
祖父孔惔，官至尚书祠部郎。父亲孔粲，以秘书监征召，没有就任，兄长孔淳之。弟弟孔隐之承袭奉圣亭侯。孔默之习治儒学，曾注《穀梁春秋》。官至广州刺史，因为赃货之罪下廷尉，得到彭城王刘义康保持，得以免罪。不久去世。其子孔熙先。